# Susan J. Napier
Susan Jolliffe Napier (11 ottobre 1955) è una docente statunitense del Japanese Program alla Tufts University.
Precedentemente professoressa di letteratura e cultura giapponese presso la Università del Texas ad Austin, ha anche lavorato come visiting professor nel Dipartimento di  lingue e civiltà dell'Asia orientale presso la Harvard University e negli studi di cinema e media all'Università della Pennsylvania. Oltre a ciò, è un critico di anime e manga.

## Biografia
Napier nacque da Reginald Phelps, uno storico e amministratore educativo, e Julia Sears Phelps, entrambi accademici di Harvard. Cresciuta a Cambridge, Massachusetts, ebbe come vicini John Kenneth Galbraith, Julia Child, e Arthur Schlesinger, Jr.. Ottenne le lauree A.B., l'A.M., e PhD all'Harvard University.
Nel 1991 pubblicò Escape from the Wasteland: Romanticism and Realism in the Fiction of Mishima Yukio and Oe Kenzaburo, seguito nel 1996 da The Fantastic in Modern Japanese Literature: The Subversion of Modernity.
Il suo interesse verso gli anime ed i manga le venne quando un suo studente le prestò Akira, il manga di Katsuhiro Ōtomo.  Dopo averne visto l'adattamento anime, scrisse nel 2001 Anime from Akira to Princess Mononoke: Experiencing Contemporary Japanese Animation, rivisto nel 2005. Pubblicato finalmente nel 2007, questo saggio descrive con grande accuratezza e precisione il mondo dell'anime fandom.

## Opere
- Susan J. Napier, The Fantastic in Modern Japanese Literature: The Subversion of Modernity, London, Routledge, 1996,  pp. 272, ISBN 978-0-415-12458-4.
- Susan J Napier, Vampires, Psychic Girls, Flying Women and Sailor Scouts, in Martinez, Dolores P (a cura di), The Worlds of Japanese Popular Culture: Gender, Shifting Boundaries and Global Culture, Cambridge University Press, 1998, ISBN 0-521-63128-9.
- Susan J. Napier, Confronting Master Narratives: History As Vision in Miyazaki Hayao's Cinema of De-assurance, in Positions east asia cultures critique, vol. 9, 2001,  pp. 467-493, DOI:10.1215/10679847-9-2-467.
- Susan J. Napier, From Impressionism to Anime: Japan as Fantasy and Fan Cult in the Mind of the West, Palgrave Macmillan, December 2007,  p. 272, ISBN 1-4039-6214-6.
- Susan J Napier, Meet Me on the Other Side:Strategies of Otherness in Modern Japanese literature, London, Routledge, 2006,  pp. 38-55, ISBN 978-0-415-36185-9.
- Susan J. Napier, "Excuse Me, Who Are You?": Performance, the Gaze, and the Female in the Works of Kon Satoshi, in Brown, Steven T (a cura di), Cinema Anime: Critical Engagements with Japanese Animation, Palgrave Macmillen, 2006, ISBN 978-1-4039-8308-4.
- Susan J. Napier, Anime from Akira to Howl’s Moving Castle: Experiencing Japanese Animation, Palgrave Macmillan, 2005,  p. 384, ISBN 978-1-4039-7052-7.
- Susan J. Napier, When the Machine Stops: Fantasy, Reality, and Terminal Identity in Neon Genesis Evangelion and Serial Experiments: Lain, in Robot Ghosts and Wired Dreams: Japanese Science Fiction from Origins to Anime, University of Minnesota Press, 2007,  p. 269, ISBN 978-0-8166-4973-0.
- Susan J. Napier, Miyazakiworld: A Life in Art, Yale University Press, 2018,  p. 344, ISBN 978-0-300-22685-0.